# Uadi Ourika

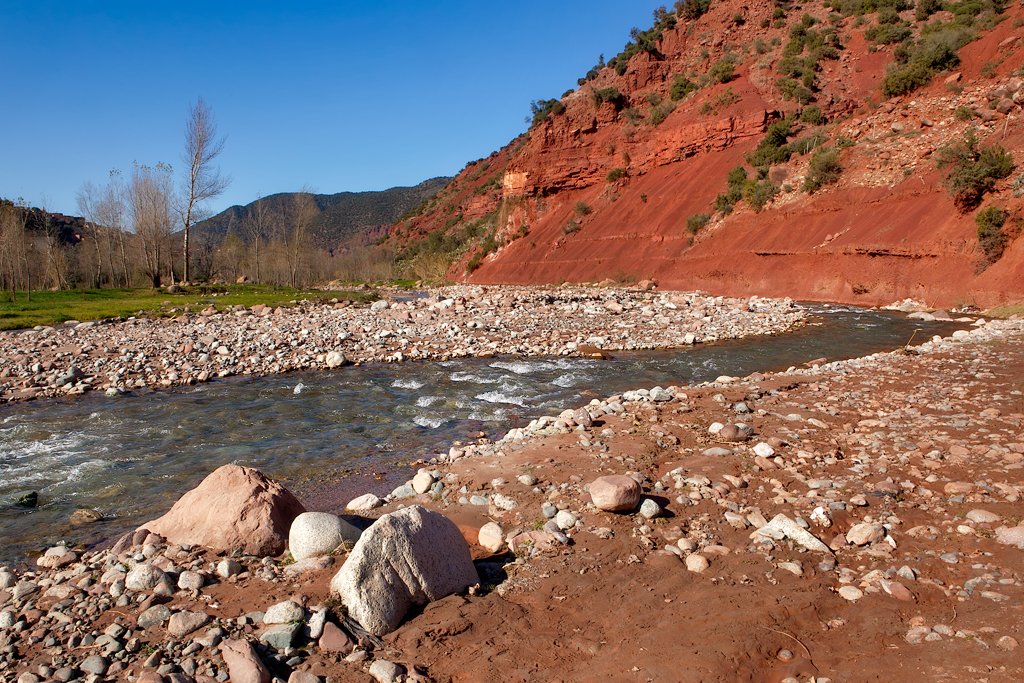
el valle del uadi Ourika

Uadi Ourika (en árabe: نهر أوريكا‎) es un río importante en la región de Marrakech-Safi en el sur de Marruecos. Tiene una longitud de 100 km.

## Geografía
El Oued Ourika nace  en el Alto Atlas a una altura que cambia con las estaciones en la vertiente norte del Jbel Toubkal de 4167 m de altura, aproximadamente a 30 km (en línea recta) al suroeste de la aldea de montaña de Setti Fatma. Fluye primero hacia el  noreste, luego hacia el norte y finalmente desemboca en el uadi Tensift a unos 20 km al noreste de Marrakech.

## Función
El Oued Ourika se utiliza principalmente para regar los cultivos a lo largo de sus orillas. Desde la colocación de tuberías de plástico alrededor del cambio de milenio, el suministro de agua para los residentes ya no juega un papel; todavía a veces el ganado recibe agua.

## Lugares en el río
- Anemiter
- Setti Fatma

## Atracciones
El paisaje de montaña en los tramos superiores del Oued Ourika ofrece muchos aspectos atractivos. Se pueden realizar caminatas por la montaña o excursiones de varios días; También se ofrecen excursiones en canoa. En el centro se llega al sitio arqueológico de la ciudad abandonada de Agmat .